# Gräfin-Emma-Denkmal

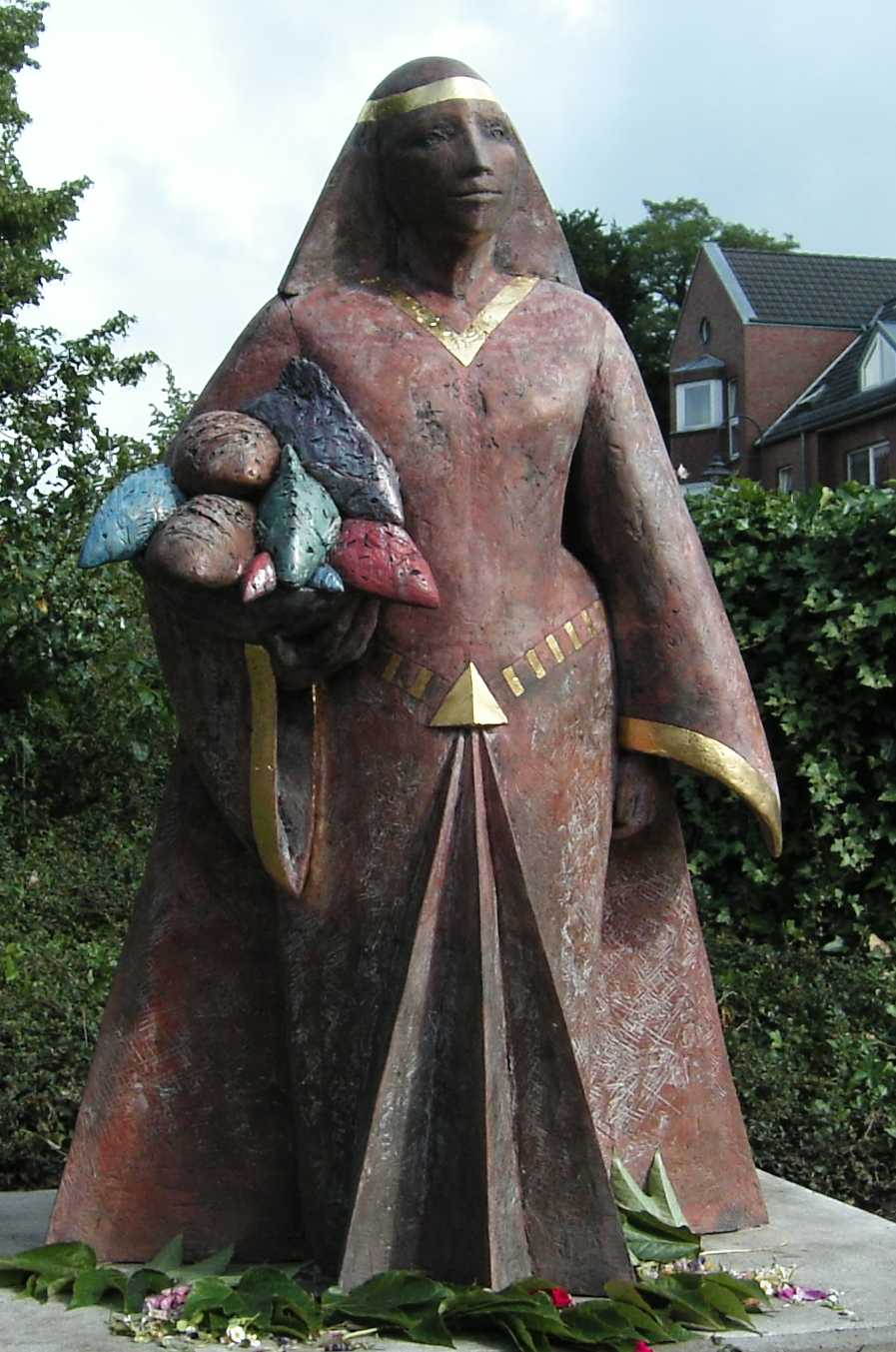
Gräfin Emma

Das Gräfin-Emma-Denkmal ist eine Skulptur in Bremen-Burglesum, Lesumer Markt, die 2009 aufgestellt wurde. Sie wird in der Liste der Denkmale und Standbilder der Stadt Bremen geführt.
Das Denkmal von 2009 in Bronze mit farbgebender Oberflächenbehandlung und Blattgold, beauftragt vom Heimat- und Verschönerungsverein Lesum, stammt von der Bildhauerin Christa Baumgärtel. Von ihr stammen in Bremen noch u. a. die Werke Kaisenbüste (1985), Denkmal für Mudder Cordes (1987), Seehund (1990), Mann und Frau (1992), Vegesacker Wal-Kiefer und das Kaisen-Denkmal (2012) in den Bremer Wallanlagen. Der Bildhauer Lothar Rieke war bei der Ausführung beteiligt.

## Gräfin Emma
Das Kunstwerk ist eine Erinnerung an die Gräfin Emma von Lesum (975/980–1038), letzte Frau des Grafen Liudger († 1011), Sohn des sächsischen Markgrafen Hermann Billung und Bruder Herzogs Bernhards I. von Sachsen. Emma lebte seit 1011 auf ihrem Gut Lesum in vermutlich in St. Magnus, wo heute das Haus Lesmona steht. Emma war eine mildtätige Gutsbesitzerin die nach ihrem Tod als Heilige verehrt wurde.
Gräfin Emma vermachte nach einer Legende den Bremer Bürgern die Bürgerweide. Ihr Schwager Benno, Herzog Bernhard I. von Sachsen (um 950/973–1011) (evtl. aber dessen Sohn Bernhard II), verfügte jedoch, dass die Schenkung nur den Teil des Geländes umfassen sollte, den ein Krüppel von Sonnenaufgang bis Sonnenuntergang umkriechen konnte. Die Bürgerweide war eine Allmendefläche, ein gemeinschaftliches Eigentum der Stadt (heute teilweise der Bürgerpark Bremen), bestätigt seit 1159 im Bremer Weidebrief. Das Denkmal Gräfin Emma und Herzog Benno in Bremen-Schwachhausen erinnert daran.